# Syrská arabská armáda
Syrská arabská armáda (SAA) (Arabsky: الجيش العربي السوري‎, al-Jaysh al-’Arabī as-Sūrī), zkráceně také jen Syrská armáda je pozemní složka Syrských ozbrojených sil. Jedná se o hlavní ze čtyř složek SOS s největším počtem všech vyšších postů a největší bojovou silou (až 80 % vojáků ze všech složek). Syrská armáda začala vznikat po První světové válce, kdy získala Sýrii Francie. Oficiálně ale začala působit až v roce 1945 – rok před tím, než Sýrie získala plnou nezávislost na Francii.
Od roku 1946 hrála hlavní roli ve vládnutí země, kdy podporovala pět vojenských převratů 1949 (dva v roce 1949), 1954, 1963, 1966, a 1970. Dále se zúčastnila čtyř válek s Izraelem (První arabsko-izraelská válka v letech 1948–1949, Šestidenní válka roku 1967, Jomkipurská válka v roce 1973 a v roce 1982 První libanonská válka) a jedné války s Jordánskem (Černé září v roce 1970). Ozbrojená divize sloužila také v Saúdské Arábii během Války v Zálivu, nebyla ale příliš využita. Od roku 1976 do roku 2005 byla SAA přítomna v Libanonu. Uvnitř Sýrie sehrála důležitou roli při potlačování Islamistického povstání v letech 1979–1982 a od roku 2011 bojuje v Syrské občanské válce proti povstalcům (včetně Islámského státu). Jedná se o nejkrvavější konflikt od svého vzniku.